# Dax International
Dax International (ダックスインターナショナル?) è una casa di produzione giapponese che si è prevalentemente occupata dell'aspetto sonoro di diverse serie animate.
In particolare ha realizzato cinque anime di carattere prevalentemente storico alla fine degli anni settanta che sono stati trasmessi su canali televisivi a carattere regionale in Italia: Le più belle favole del mondo, Isabelle de Paris, Jeanie dai lunghi capelli, Julie rosa di bosco e La piccola Nell.

## Filmografia
- Animation Runner Kuromi (OAV) : Produzione audio
- Colorful (TV) : Produzione audio
- Di Gi Charat (TV) : Produzione audio
- Eagle Sam (TV) : Produzione
- Freezing (TV) : Produzione
- Galaxy Angel A (TV) : Produzione audio
- Hikarian - Great Railroad Protector (TV) : Produzione audio
- Iketeru Futari (TV) : Produzione audio
- Ippatsu Kiki Musume (TV) : Produzione audio
- Jubei-chan - Secret of the Lovely Eyepatch (TV) : Produzione effetti sonori
- Let's Dance With Papa (TV) : Produzione audio
- Mahoromatic - Automatic Maiden (TV) : Produzione audio
- Mahoromatic: Something More Beautiful (TV) : Produzione audio
- Le più belle favole del mondo (TV) : Produzione
- Manga Furusato Mukashi Banashi (TV) : Produzione
- Manga Hajimete Omoshiro Juku (TV) : Produzione
- Manga Naruhodo Monogatari (TV) : Produzione
- Julie rosa di bosco (TV) : Produzione
- Isabelle de Paris (TV) : Produzione
- Jeanie dai lunghi capelli (TV): Produzione
- Rave Master (TV) : Produzione audio
- La piccola Nell (TV) : Produzione
- Simoun (TV) : Produzione audio
- Sol Bianca: The Legacy (OAV) : Produzione audio
- Urayasu Tekkin Kazoku (TV) : Produzione audio
- Shiba Inuko-san (serie TV): Produzione